# Hammerfist
Hammerfist è un videogioco a piattaforme e picchiaduro fantascientifico pubblicato nel 1990 per i computer Amiga, Amstrad CPC, Atari ST, Commodore 64 e ZX Spectrum dalla Activision.
È il primo gioco sviluppato dalla Vivid Image, che ne presentò alla stampa anche una versione per la console Konix Multisystem, il cui lancio era imminente. La console però non entrò mai in commercio e Hammerfist resta il primo gioco e probabilmente l'unico per Konix di cui si sia visto qualcosa di concreto.

## Trama
La trama, giudicata "demenziale" da Zzap! 46, è descritta brevemente nel manuale. Nel lontano futuro si trasformano persone vere in ologrammi solidi che ne sono copie perfette, controllati dalle loro menti schiavizzate. Alcuni di essi vengono usati da un'organizzazione oppressiva come agenti speciali per compiere missioni assassine. A causa di un malfunzionamento dei sistemi, due degli ologrammi più letali, Hammerfist e Metalisis, rispettivamente un possente uomo calvo con un braccio bionico e un'agilissima donna dai capelli verdi, si rivoltano contro il potere che li controlla. Tuttavia i due sono fusi in un unico ologramma che può assumere la forma solo di uno dei due alla volta.
L'ologramma inizia il gioco in una base subacquea da cui deve evadere distruggendo i sistemi di sicurezza. Attraversa quindi il fondo marino, dove vive e agisce proprio come sulla terra, un paesaggio emerso distopico e infine il centro olografico primario.
Affronterà molti tipi di guardie, robot e creature mutanti, olografici o reali, tra cui come boss il mostro marino Octosquab, una formica gigante, e infine il Master, una mente bionica a capo dell'organizzazione. Terminando il gioco i due personaggi torneranno finalmente liberi e separati nelle loro reali forme umane.

## Modalità di gioco
Il gioco si svolge in una serie di stanze a schermata fissa con visuale di profilo; per passare alla successiva è necessario distruggere un numero sufficiente di nemici o apparecchi elettronici sparsi per lo schema.
Il giocatore controlla un personaggio alla volta con la possibilità di passare dall'uno all'altro quando lo desidera, con una rapida trasformazione. Mentre Hammerfist è caratterizzato dalla forza, sferra colpi potenti e può sfondare muri, Metalisis è atletica e può fare grandi balzi.
Entrambi i personaggi possono muoversi in orizzontale, abbassarsi, e girarsi spalle al giocatore per spaccare con una testata porte e apparecchiature sullo sfondo.
Hammerfist può dare pugni normali o, se l'arma è carica, usare un super pugno e un laser a lungo raggio, anche verso l'alto e il basso. Metalisis può dare calci e fare delle capriole come mossa di attacco, di rapido movimento o di salto verso le piattaforme alte.
Ciascun personaggio ha una propria energia, ricaricabile raccogliendo i bonus rilasciati dai nemici distrutti o trovando delle cabine di rigenerazione. Compare anche una barra di energia del Master che, quando piena, fa diventare nocivi i bonus, e cala non raccogliendoli.